# Sciara kinabaluana
Sciara kinabaluana är en tvåvingeart som beskrevs av Edwards 1933. Sciara kinabaluana ingår i släktet Sciara och familjen sorgmyggor. Inga underarter finns listade i Catalogue of Life.